# Pascaline

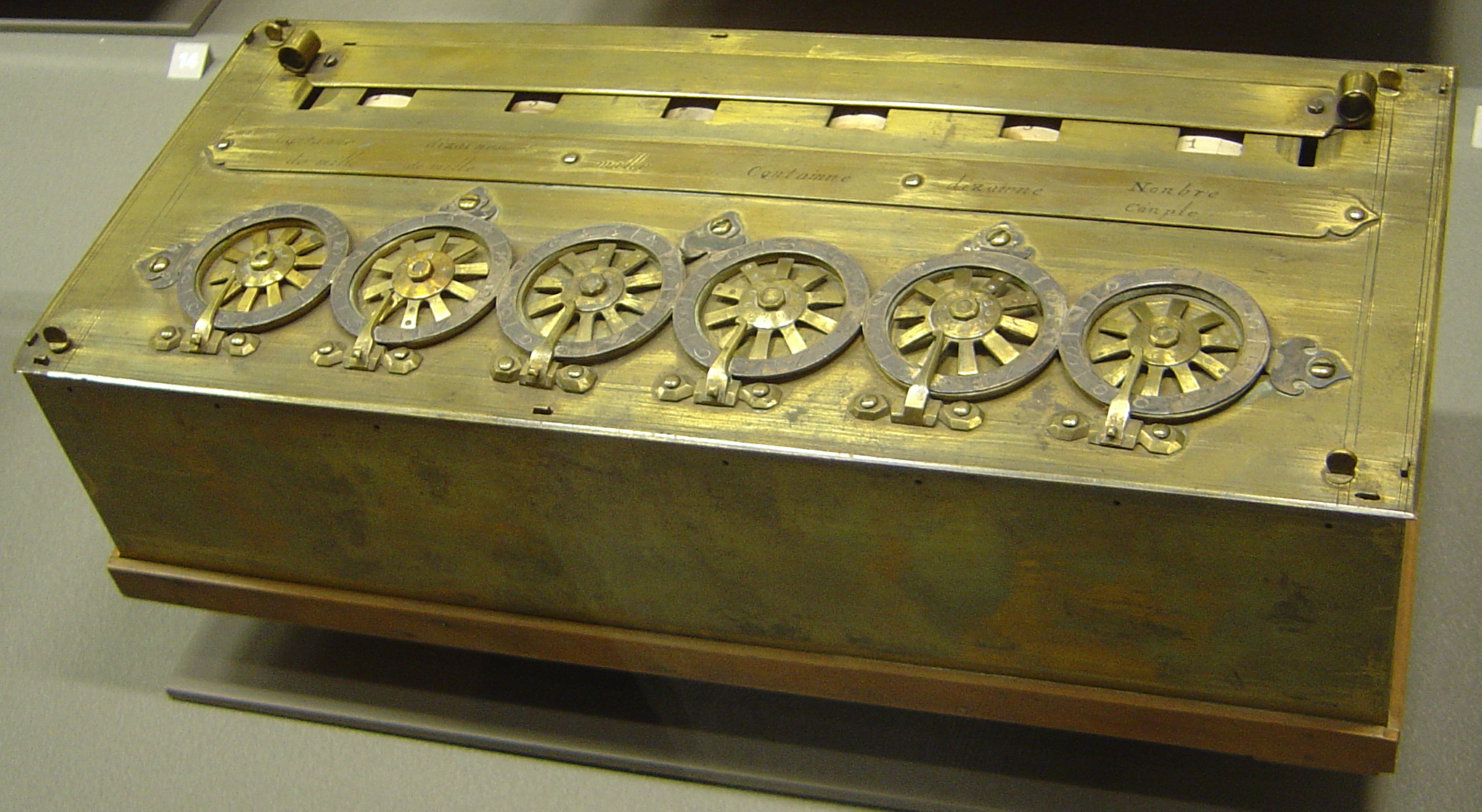
Egy pascaline 1652-ből

A Pascaline Blaise Pascal által 1642-ben megtervezett és 1643-ban elkészített mechanikus számológép. A számológép létrehozásának gondolatát az adta neki, hogy látta, apjának, roueni adófelügyelőnek, mennyi fáradságába kerülnek a számítási műveletek. Ez a számológép a mai számológépek egyik elődje. Lehetett vele összeadni és kivonni. A fiatal Pascal ezt édesapja munkájának megsegítésére hozta létre, akinek roueni adófelügyelőként rengeteg számítási műveletet kellett elvégeznie.
Pascal 50 kísérleti típus után mutatta be gépét 1645-ben, a gépet Pierre Séguier-nek, Franciaország akkori igazságügy-miniszterének ajánlotta. A következő évtizedben további mintegy húsz gépet készített, gyakorta javítva az eredeti változaton. Az évszázadok során kilenc gép maradt fenn, ezek legtöbbje európai múzeumokban látható.
1649-ben XIV. Lajos francia király kizárólagos jogot adott neki a számológépek tervezésére és gyártására Franciaországban.